# Itterbeek (Vlaams-Brabant)

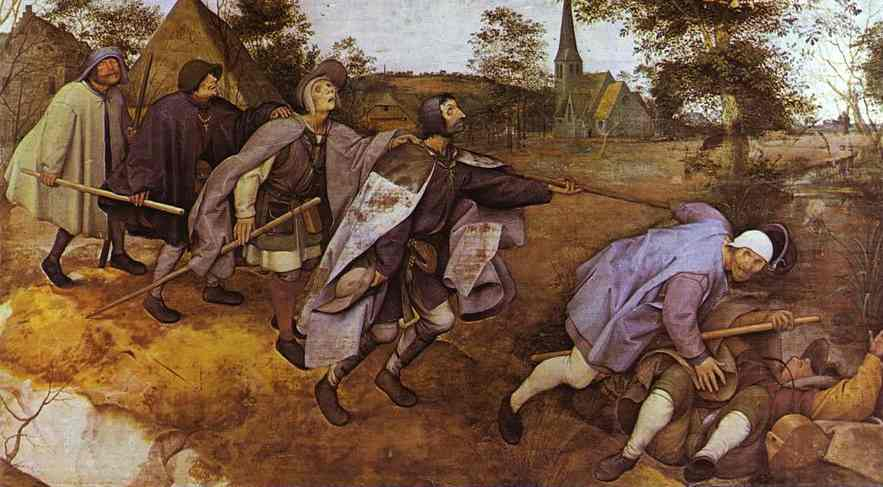
De Parabel der Blinden door Pieter Breughel de Oude, met het kerkje van Sint-Anna-Pede

Itterbeek is een deelgemeente van de fusiegemeente Dilbeek gelegen in het Pajottenland in de  provincie Vlaams-Brabant. Het dorp ligt ten zuiden van de Ninoofsesteenweg en ten westen van de Grote Ring rond Brussel, is vergroeid met de Brusselse agglomeratie en bijgevolg ook verstedelijkt. Itterbeek was een zelfstandige gemeente tot aan de gemeentelijke herindeling van 1977.

## Toponymie
De gemeente ontleent haar naam aan de Indo-Europese woordstammen 'eud-' (water) en 'baki' (beek). Een van de eerste vermeldingen stamt uit de 12e eeuw, onder de vorm Itrebecche. In 1176 werd het dorp vermeld als Itterbecca.

## Geschiedenis
Vroeger hoorde het gebied bij het allodium van Sint-Pieters-Leeuw. Gedurende de negende eeuw behoorde het aan het kapittel van Keulen. Itterbeek kreeg pas enige betekenis in de 13de eeuw toen het gebied, ondanks de aanwezigheid van vazallen van de Anderlechtse familie van der Aa, onder Gaasbeek kwam en met Dilbeek en Sint-Martens-Bodegem het zogenoemde Nieuw Land van Gaasbeek vormde. De hogere rechtsmacht werd uitgeoefend door een afzonderlijke schepenbank. Omstreeks 1244 werd Itterbeek een zelfstandige parochie dat behoorde tot het bisdom Kamerijk. Het oudste zegel van Itterbeek, dat gebruikt werd in 1309, droeg een ster
en als legende de woorden “S. Scabinorum de Itterbeka”. Op een tweede zegel, waarvan men zich reeds in 1380 bediende, was er een gekroonde leeuw die een dubbele schaaktoren op zijn rug draagt, te zien. Het wapenschild van Itterbeek is ontleend aan dit zegel.
In 1690 werd Itterbeek door Karel II, Koning van Spanje, tot heerlijkheid verheven, ten gunste van Lodewijk-Alexander Scockart.
Itterbeek vormde van 1690 tot 1792, samen met Dilbeek en Sint-Martens-Bodegem, het graafschap Tirimont.
In 1977 werd Itterbeek een deel van de fusiegemeente Dilbeek.

## Geografie
Met haar 4.841 inwoners (1 januari 2020) en haar 542 hectare is het de op drie na grootste deelgemeente naar inwoneraantal (na Dilbeek zelf, Groot-Bijgaarden en Schepdaal) en de op vier na grootste naar oppervlakte.
Het dorp Sint-Anna-Pede (en een klein deel van het dorp Sint-Gertrudis-Pede) valt ook binnen de Itterbeekse grenzen.
Itterbeek grenst aan de Dilbeekse deelgemeenten Dilbeek, Schepdaal en Sint-Martens-Bodegem, aan Vlezenbeek en aan de Brusselse gemeente Anderlecht.

## Bezienswaardigheden
- De Sint-Pieterskerk: 13e-eeuwse kalkzandstenen kerk, gotisch. De kerk ondergaat in de loop der tijden tal van verbouwingen. De toren wordt verhoogd in 1666 en in 1893 wordt een hoog ingesnoerde naaldspits toegevoegd. In de 20ste eeuw krijgen de dwarskapellen een puntgevel. De kerk is beschermd monument sinds 1938, de kerkhofmuur sinds 1975.
- Het Sint-Annakasteel
- het Bruegelmuseum: 12 grote, kleurechte en weerbestendige reproducties van landschappen van Pieter Brueghel de Oude, die in de streek inspiratie kwam zoeken. In 2007 werden er nog 7 extra reproducties geplaatst.
- Brouwerij Timmermans: lambiekbrouwerij die werd gesticht in 1781.

## Natuur en landschap
Itterbeek ligt aan de rand van de Brusselse agglomeratie op een hoogte van 33-77 meter. In het zuiden stroomt de Neerpedebeek in oostelijke richting. Een belangrijk natuurgebied is het Begijnenborrebos.

## Demografische ontwikkeling
- Bronnen:NIS, Opm:1831 tot en met 1970=volkstellingen; 1976 = inwoneraantal op 31 december

## Politiek

### Voormalige burgemeesters
| Periode | Periode     | Burgemeester               |
| ------- | ----------- | -------------------------- |
|         | ? – 1802    | Petrus Van Overstraeten    |
|         | 1803 - 1857 | Joannes Van Lierde         |
|         | 1858 - ?    | Joannes Baptista Linard    |
|         | ? - 1908    | Carolus Joannes Van Lierde |
|         | 1909 - 1926 | Daniel Leyniers            |
|         | 1927 - 1928 |                            |
|         | 1929 - 1955 | Frans Timmermans           |
|         | 1956 - 1970 | René Van Loo               |
|         | 1971 - 1976 | Achille Diegenant          |

## Cultuur

### Verenigingen
- Chiro's Allegro en Jokonta
- Davidsfonds Itterbeek, KWB, KAV en KVLV
- OKRA Itterbeek
- Jeugdklup Zomaar
- Kon. Fanfare Sint-Pieter
- Toneelvereniging Saffier
- Itterbeek Dorp

## Onderwijs

### Kleuter- en lager onderwijs
- 't Keperke, gemeenteschool (lagere school)
- De Wip, parochieschool (kleuterschool)

## Sport
- voetbalclub KVC Itna Itterbeek
- tennisvereniging SDI

## Nabijgelegen kernen
Sint-Anna-Pede, Schepdaal, Sint-Martens-Bodegem, Dilbeek
Deelgemeenten: Dilbeek · Groot-Bijgaarden · Schepdaal · Itterbeek · Sint-Martens-Bodegem · Sint-Ulriks-Kapelle

Dorpen: Sint-Anna-Pede · Sint-Gertrudis-Pede

Belgische gemeenten · Arrondissement Halle-Vilvoorde · Vlaams-Brabant · Vlaanderen